# حیدر شونجانی
حیدر شونجانی (زاده ‎۲۵ آذر ۱۳۲۴ در بندر انزلی - درگذشته ۱۸ آبان ۱۳۹۹) ورزش‌کار ایرانی، عضو تیم ملی شنای ایران بود که در دههٔ پنجاه مدال‌هایی به دست آورد.

## زندگی
حیدر شونجانی در بندر انزلی، استان گیلان به دنیا آمد. او از بازیکنان تیم ملی شنا ایران بود که اعجوبهٔ ۱۰۰ متر کرال ایران در سال ۱۳۵۰ محسوب می‌شود.
شونجانی دارای رکوردهای داخلی و خارجی و مقام‌های متعدد بین‌المللی بود. او عضو تیم ملی شنا و واترپلوی ایران در بازی‌های آسیایی ۱۹۷۴ بود. تیم واترلو ایران مدال طلا گرفت. وی در رشته شنا در المپیک ۱۹۶۴ توکیو و در رشته واترپلو المپیک ۱۹۷۶ مونترال شرکت داشت.
حیدر شونجانی در ۱۸ آبان ۱۳۹۹ به‌دلیل کهولت سن درگذشت.